# بژژنگتسا (شهرستان وادوویتسه)
بژژنگتسا (به لهستانی:  Brzeźnica) یک روستا در لهستان است که در گمینا بژژنگتسا (استان لهستان کوچک‌تر) واقع شده‌است. بژژنگتسا ۱٬۲۰۰ نفر جمعیت دارد و ۲۳۰ متر بالاتر از سطح دریا واقع شده‌است.